# Heinz Vopel
Heinz Vopel (né le 5 avril 1908 à Dortmund et mort le 22 juin 1959 à Dortmund) est un coureur cycliste allemand. Professionnel de 1933 à 1952, il a remporté 32 courses de six jours, dont 29 avec pour coéquipier Gustav Kilian, en 74 participations.
La plupart de ses victoires l'ont été aux États-Unis et au Canada en raison du fait que les courses de six jours étaient interdites par l'Allemagne nazie dans les années 1930. À la suite de l'invasion allemande en Russie, Kilian et Vopel ne sont plus les bienvenus sur les courses américaines et tous deux doivent attendre la fin de la Seconde Guerre Mondiale pour reprendre leur carrière professionnelle.
Il remporte sa dernière course à l'âge de 42 ans aux Six jours de Berlin en compagnie de Gustav Kilian, faisant d'eux le duo victorieux le plus âgé sur une course de six jours.

## Palmarès
- 1934 : Cleveland (deux éditions avec Gustav Kilian et Werner Miethe), Minneapolis (avec Piet van Kempen et Reginald Fielding)
- 1935 : Chicago, New York, Pittsburgh (avec Gustav Kilian), Montréal (deux éditions avec Gustav Kilian)
- 1936 : Milwaukee, New York, Chicago, Montréal, Londres (avec Gustav Kilian)
- 1937 : Cleveland, Milwaukee, Saint-Louis, Indianapolis, New York, Montréal, Chicago, Buffalo (avec Gustav Kilian), Pittsburgh (avec Jules Audy)
- 1938 : Cleveland, Chicago, New York, Chicago (avec Gustav Kilian)
- 1939 : Milwaukee, San Francisco (avec Gustav Kilian)
- 1940 : Cleveland (avec Gustav Kilian), Buffalo (avec Cecil Yates)
- 1941 : Buffalo (avec Gustav Kilian)
- 1950 : Hanovre (avec Gustav Kilian)
- 1951 : Berlin (avec Gustav Kilian)

## Images externes
(en) Chicago Tribune, « Chicago's cycling craze » (consulté le 19 août 2016)